# Thomas Gayford
Thomas Gayford (Toronto, 21 de novembro de 1928) é um ginete canadiano, especialista em saltos, medalhista olímpico. 

## Carreira
Thomas Gayford representou seu país nos Jogos Olímpicos de Verão de 1968 a 1976, na qual conquistou a medalha de ouro nos salto por equipes em 1968.